# Бордсен, Эспен
Э́спен Бо́рдсен (норв. Espen Baardsen; род. 7 декабря 1977, Сан-Рафел, Калифорния) — американо-норвежский футболист, выступавший на позиции вратаря.

## Карьера

### Клубная
В 1995 году Бордсен приехал в Англию и подписал контракт с клубом «Тоттенхэм Хотспур». Его дебют за команду состоялся весной 1997 года на стадионе «Энфилд» против «Ливерпуля». Несмотря на хорошую игру Бордсена, когда он в важном футбольном дерби с «Арсеналом» помог добиться нулевой ничьи, вратарь оказался не способен стать первым номером в команде.
В 2000 году Бордсен за 1,25 млн фунтов стерлингов переходит в «Уотфорд». Там он проводит бо́льшую сезона 2000/01 в качестве основного вратаря, но в конце сезона его место занял ветеран Алек Чемберлен. Хотя в сезоне 2001/02 в команду пришёл новый тренер Джанлука Виалли, Бордсен не получил место в основном составе.
В 2002 году Бордсен отправился в краткосрочную аренду в «Эвертон». Он провёл единственный матч за «Эвертон» против своего бывшего клуба «Тоттенхэм Хотспур». В том матче Бордсен пропустил 4 гола, и «ириски» проиграли со счётом 3:4.
Бордсен решил завершить карьеру футболиста в возрасте 25 лет.

### В сборной
На национальном уровне Бордсен сначала поиграл за сборную США до 18 лет. Затем он принял решение выступать за Норвегию. За молодёжную сборную Норвегии (до 21) Бордсен провёл более 20 матчей. В составе этой сборной он стал обладателем бронзовой медали молодёжного чемпионата Европы по футболу 1998 года в Румынии. На этом чемпионате норвежский вратарь получил награду «Лучший вратарь турнира». После этого он стал призываться во взрослую сборную Норвегии. На Чемпионате мира 1998 года Бордсен был заявлен в качестве третьего вратаря. Его дебют за сборную Норвегии состоялся в сентябре 1998 года в матче против Латвии в рамках отборочного этапа ЧЕ-2000. Последним матчем была товарищеская встреча со сборной Исландии в январе 2000 года. Всего Бордсен провёл 4 матча за сборную Норвегии.

## После карьеры
После окончания карьеры и до настоящего времени Бордсен занимает должность менеджера в компании Eclectica Asset Management. Также он частый гость на телевизионной сети по теме бизнеса, CNBC.

## Статистика

### Выступления за клубы
| Сезон   | Клуб              | Лига                            | Матчи | Голы |
| ------- | ----------------- | ------------------------------- | ----- | ---- |
| 1996/97 | Тоттенхэм Хотспур | Английская Премьер-лига         | 2     | 0    |
| 1997/98 | Тоттенхэм Хотспур | Английская Премьер-лига         | 9     | 0    |
| 1998/99 | Тоттенхэм Хотспур | Английская Премьер-лига         | 12    | 0    |
| 1999/00 | Тоттенхэм Хотспур | Английская Премьер-лига         | 0     | 0    |
| 2000/01 | Уотфорд           | Первый дивизион Футбольной лиги | 27    | 0    |
| 2001/02 | Уотфорд           | Первый дивизион Футбольной лиги | 14    | 0    |
| 2002/03 | Эвертон           | Английская Премьер-лига         | 1     | 0    |

### Матчи Бордсена за сборную Норвегии
| Матчи Бордсена за сборную Норвегии | Матчи Бордсена за сборную Норвегии | Матчи Бордсена за сборную Норвегии | Матчи Бордсена за сборную Норвегии | Матчи Бордсена за сборную Норвегии | Матчи Бордсена за сборную Норвегии  |
| ---------------------------------- | ---------------------------------- | ---------------------------------- | ---------------------------------- | ---------------------------------- | ----------------------------------- |
| №                                  | Дата                               | Соперник                           | Счёт                               | Пропущено голов                    | Соревнование                        |
| 1                                  | 6 сентября 1998                    | Латвия                             | 1:3                                | 3                                  | Чемпионат Европы 2000 (отбор)       |
| 2                                  | 20 января 1999                     | Израиль                            | 1:0                                | —                                  | Товарищеский матч                   |
| 3                                  | 18 августа 1999                    | Литва                              | 1:0                                | —                                  | Товарищеский матч                   |
| 4                                  | 31 января 2000                     | Исландия                           | 0:0                                | —                                  | Чемпионат Северной Европы 2000—2001 |

Итого: 4 матча / пропущено 3 гола; 2 победы, 1 ничья, 1 поражение.

## Личная жизнь
Бордсен родился в США в норвежской семье.

## Интересные факты
- Бордсен является одним из немногих игроков, которые выступали за сборную Норвегии, но ни разу не играли в Типпелиге. Также Бордсен никогда не жил в Норвегии, хотя и выступал за эту страну на уровне сборной[2].
- Бордсен принял решение завершить игровую карьеру в 2003 году и сразу отправился в кругосветное путешествие на год, мотивируя это тем, что потерял интерес к футболу[4].